# Estadi Comunal d’Andorra la Vella
Az Estadi Comunal d’Andorra la Vella, vagy röviden Estadi Comunal többféle sportesemény megrendezésére alkalmas stadion Andorra fővárosában, Andorra la Vellában.
A pálya felülete füves, amit hatsávos gumiborítású futópálya vesz körül. Északnyugati részén kiépített súlylökő-, kalapácsvető-dobóhellyel rendelkezik, amit a távolugrók futósávja és homokos leérkezőhelye választja el a labdarúgópálya kijelölt területétől. A délkeleti labdarúgókapu mögött biztosították a helyet magasugró-, és rúdugró-gyakorlatok bemutatására is, így rangosabb atlétikai rendezvények lebonyolítására használható.
A stadion 1554 ülőhellyel rendelkezik, amely két nagyobb részből áll: a pálya déli részénél egy fedett lelátóból, és az északnyugati labdarúgókapu mögött „U”-alakban húzódó fedetlen részből. 500 luxos megvilágítást építettek ki, amely biztosítja esti sportesemények megrendezését is.
Az Európai Labdarúgó-szövetség által hitelesített stadion, így a klubcsapatok nemzetközi mérkőzéseit, illetve az andorrai labdarúgó-válogatott találkozóit itt rendezik, illetve rangosabb bajnoki mérkőzéseknek is otthont ad.

## Külső hivatkozások
- Képek a sporttelepről